# Hypsioma viridis
Hypsioma viridis är en skalbaggsart som beskrevs av Gilmour 1950. Hypsioma viridis ingår i släktet Hypsioma och familjen långhorningar. Inga underarter finns listade i Catalogue of Life.